# FIBA Diamond Ball 2004
El Torneo FIBA Diamond Ball de 2004 fue la segunda edición del torneo mundial oficial de selecciones nacionales masculinas de baloncesto de la FIBA. Se llevó a cabo en Belgrado, Serbia del 31 de julio al 3 de agosto de 2004.
El torneo reunió al Campeón del Mundo (Serbia, campeón en 2002) y a los distintos campeones continentales vigentes, excepto Estados Unidos (campeón del FIBA Américas de 2003), quien declinó su participación y fue reemplazado por el subcampeón de ese certamen, Argentina.
El título fue ganado por el local, Serbia, quien se impuso a Lituania en la final. Argentina se llevó el bronce, luego de vencer a China.

## Equipos participantes
| Angola:Campeón del Campeonato FIBA África de 2003 Argentina: Subcampeón del Campeonato FIBA Américas de 2003 Australia: Campeón del Campeonato FIBA Oceanía de 2003 China: Campeón del FIBA Asia de 2003 Lituania: Campeón del Campeonato FIBA Europa de 2003 Serbia y Montenegro: Campeón del Mundial de 2002 y país organizador. |

## Formato de competencia
Los 6 equipos fueron divididos en 2 grupos de 3 equipos cada uno en donde juegan todos contra todos. Para la Ronda final jugaron el 3A vs. 3B para definir el 5.º. Lugar, el 2A vs. 2B para el 3 lugar, y el 1A vs. 1B para definir al campeón.
En el grupo A se impuso Lituania, que postergó a Argentina y a Angola. El grupo B fue ganado por el local Serbia y Montenegro, dejando en el camino a China y a Australia respectivamente.
En la final, la ex Yugoslavia obtuvo el título tras vencer 93-80 a Lituania. Argentina fue tercera, luego de superar 84-74 a China por la medalla de bronce.
Yao Ming, fue elegido MVP del torneo.

## Clasificación final
|                   | Equipo              | Pts | PG | PP | PF  | PC  | Dif |
| ----------------- | ------------------- | --- | -- | -- | --- | --- | --- |
| Medalla de oro    | Serbia y Montenegro | 6   | 3  | 0  | 251 | 222 | 29  |
| Medalla de plata  | Lituania            | 5   | 2  | 1  | 239 | 228 | 11  |
| Medalla de bronce | Argentina           | 5   | 2  | 1  | 213 | 187 | 26  |
| 4                 | China               | 4   | 1  | 2  | 189 | 226 | −37 |
| 5                 | Australia           | 4   | 1  | 2  | 229 | 209 | 20  |
| 6                 | Angola              | 3   | 0  | 3  | 198 | 263 | −65 |